# جوادیه الهیه
جوادیهفلاح، شهری از توابع بخش نوق شهرستان رفسنجان در استان کرمان ایران است.از محصولات این شهر میتوان پسته را نام برد که مشهورترین محصول این شهر است.  
مکان های گردشگری این شهر قلعه ده خواجه، غار طوطیا و دریاچه آرتیمیا است.

## جمعیت
جمعیت این شهر بر اساس سرشماری مرکز آمار ایران در سال ۱۳۹۵، جمعیت آن ۴،۸۳۶ نفر (1200خانوار) بوده‌است.